# Xystrologa invidiosa
Xystrologa invidiosa är en fjärilsart som beskrevs av Edward Meyrick 1919. Xystrologa invidiosa ingår i släktet Xystrologa och familjen äkta malar.
Artens utbredningsområde är Colombia. Inga underarter finns listade i Catalogue of Life.